# Михайленкове
Михайле́нкове — село в Україні, у Чернеччинській сільській громаді Охтирського району Сумської області. Населення становить 201 осіб. Колишній орган місцевого самоврядування — Кардашівська сільська рада.

## Географія
Село Михайленкове лежить на правому березі річки Кринична в місці впадання її в річку Ворскла, вище за течією на відстані 1 км лежить село Гай-Мошенка, вище за течією річки Ворскла примикає село Буймерівка, на протилежному березі річки Ворскла лежить село Риботень. Річка в цьому місці звивиста, утворює лимани, стариці та заболочені озера. До села примикає великий лісовий масив (сосна). Поруч проходить автомобільна дорога Р17.

## Історія
Село постраждало внаслідок геноциду українського народу, проведеного урядом СССР 1932–1933 та 1946–1947 роках.
12 червня 2020 року, відповідно до розпорядження Кабінету Міністрів України № 723-р «Про визначення адміністративних центрів та затвердження територій територіальних громад Сумської області», село увійшло до складу Черниччинської сільської громади.
19 липня 2020 року, в результаті адміністративно-територіальної реформи та ліквідації Охтирського району(1923-2020), село увійшло до складу новоутвореного Охтирського району.

## Населення

### Мова
Розподіл населення за рідною мовою за даними перепису 2001 року:
| Мова            | Кількість | Відсоток |
| --------------- | --------- | -------- |
| українська      | 191       | 95.02%   |
| російська       | 8         | 3.98%    |
| білоруська      | 1         | 0.50%    |
| інші/не вказали | 1         | 0.50%    |
| Усього          | 201       | 100%     |